# Wereldkampioenschap matchplay 2012
De 47ste editie van het Wereldkampioenschap matchplay (World Match Play Championship) wordt van 17-20 mei 2012 voor de derde keer gespeeld op de Finca Cortesin in Spanje.
Het toernooi werd in 1972 opgericht en sinds 1981 op  The Wentworth Club gespeeld. Het werd daar zes keer gewonnen door Ernie Els en vijf keer door Severiano Ballesteros. Titelverdediger is Ian Poulter, die in 2011 in de finale Luke Donald, de nummer 1 van de wereld, versloeg en in 2010 ook het WGC - Matchplay won.

## Prijzengeld
Spelers krijgen zowel prijzengeld als punten voor de Race To Dubai (R2D). Het totale prijzengeld is € 2.750.000 waarvan de winnaar € 700.000 krijgt en 566.660 punten voor de R2D; nummer 2 krijgt € 420.000 en 337.770 punten, als hij zijn 2de plaats niet met anderen deelt.

## 24 spelers
| - Thomas Bjørn - Rafael Cabrera Bello - Darren Clarke - Nicolas Colsaerts - Richard Finch - Sergio Garcia | - Retief Goosen - Branden Grace - Peter Hanson - Tetsuji Hiratsuka - Robert Karlsson - Martin Kaymer | - Jbe' Kruger - Paul Lawrie - Tom Lewis - Graeme McDowell - Ian Poulter (2011) - Alvaro Quiros | - Robert Rock - Justin Rose - Charl Schwartzel - John Senden - Brandt Snedeker - Camilo Villegas |

Robert Karlsson vervangt Paul Casey, die nog last heeft van zijn schouderblessure.

## Verslag
De spelers worden door loting in groepen van drie verdeeld waarna er een round robin gespeeld wordt. Hierbij speelt speler A tegen B, A tegen C en B tegen C. Iedere gewonnen partij levert twee punten op, als de spelers na 18 holes gelijk staan, krijgt ieder een punt. Uit iedere groep zal een speler afvallen. De overgebleven 16 spelers doen zaterdag mee.

### Round Robin
| Groep Seve Ballersteros | Groep Seve Ballersteros | Groep Seve Ballersteros | Totaal | Groep Assar Gabrielsson | Groep Assar Gabrielsson | Groep Assar Gabrielsson | Totaal | Groep Arnold Palmer  | Groep Arnold Palmer  | Groep Arnold Palmer  | Totaal | Groep Gustaf Larson | Groep Gustaf Larson | Groep Gustaf Larson | Totaal |
| ----------------------- | ----------------------- | ----------------------- | ------ | ----------------------- | ----------------------- | ----------------------- | ------ | -------------------- | -------------------- | -------------------- | ------ | ------------------- | ------------------- | ------------------- | ------ |
| Martin Kaymer           | 0                       | 0                       | 0      | Justin Rose             | 2                       | 2                       | 4      | Charl Schwartzel     | 1                    | 0                    | 1      | Graeme McDowell     | 2                   | 2                   | 4      |
| Rafael Cabrera Bello    | 2                       | 2                       | 4      | Robert Rock             | 0                       | 2                       | 2      | Nicolas Colsaerts    | 1                    | 0                    | 1      | Robert Karlsson     | 0                   | 1                   | 1      |
| Richard Finch           | 0                       | 2                       | 2      | Darren Clarke           | 0                       | 0                       | 0      | Retief Goosen        | 2                    | 2                    | 4      | Jbe' Kruger         | 1                   | 0                   | 1      |
| Groep Ian Woosnam       | Groep Ian Woosnam       | Groep Ian Woosnam       | Totaal | Groep Greg Norman       | Groep Greg Norman       | Groep Greg Norman       | Totaal | Groep Mark McCormack | Groep Mark McCormack | Groep Mark McCormack | Totaal | Groep Gary Player   | Groep Gary Player   | Groep Gary Player   | Totaal |
| Sergio Garcia           | 2                       | 2                       | 4      | Peter Hanson            | 0                       | 0                       | 0      | Brandt Snedeker      | 2                    | 0                    | 2      | Ian Poulter         | 2                   | 2                   | 4      |
| Alvaro Quiros           | 0                       | 2                       | 2      | Paul Lawrie             | 2                       | 1                       | 3      | Thomas Bjørn         | 0                    | 2                    | 2      | John Senden         | 0                   | 0                   | 0      |
| Tetsuji Hiratsuka       | 0                       | 0                       | 0      | Camilo Villegas         | 1                       | 2                       | 3      | Branden Grace        | 0                    | 2                    | 2      | Tom Lewis           | 2                   | 0                   | 2      |

#### Donderdag
Justin Rose begon met een serie birdies en toen hij op hole 6 een bogey maakte, had Robert Rock een dubbel-bogey, dus die partij was na hole 12 afgelopen. 
Thomas Bjørn had zijn dag niet. Na 11 holes stond hij vijf down en na 14 holes verloor hij. Brandt Snedeker speelde met tien geleende stokken omdat zijn golftas niet was aangekomen.   
Peter Hanson en Paul Lawrie gingen lang gelijk op, na hole 13 stonden ze weer All Square, Lawrie won met een bridie op hole 17.
 Graeme McDowell had een slechte start en moest zich op hole 2 en 3 gewonnen geven. Hij stond na drie holes al 2 down en dat bleef zo tot hij eindelijk op hole 9 de eerste van een serie van drie birdies maakte waarna hij 1up stond. Na 16 holes stond hij weer gelijk met Robert Karlsson. McDowell won met een birdie op de laatste hole.
 Rafael Cabrera Bello heeft vanaf de eerste hole voorgestaan. toch versloeg hij Martin Kaymer pas op hole 16.
De laatste partij die binnenkwam ging tussen Charl Schwartzel en Nicolas Colsaerts. Beiden wonnen slechts twee holes zodat ze na twaalf holes weer gelijk stonden. Colsaerts stond 1 up na vijftien holes maar de partij eindigde All Square.

##### Ronde 1
| Match | Groep             | Speler               | Uitslag | Speler            |
| ----- | ----------------- | -------------------- | ------- | ----------------- |
| 1     | Gary Player       | Ian Poulter          | 3&2     | John Senden       |
| 2     | Mark McCormack    | Brandt Snedeker      | 5&4     | Thomas Bjørn      |
| 3     | Greg Norman       | Paul Lawrie          | 2&1     | Peter Hanson      |
| 4     | Ian Woosnam       | Sergio Garcia        | 2&1     | Alvaro Quiros     |
| 5     | Gustaf Larson     | Graeme McDowell      | 1up     | Robert Karlsson   |
| 6     | Arnold Palmer     | Charl Schwartzel     | AS      | Nicolas Colsaerts |
| 7     | Assar Gabrielsson | Justin Rose          | 7&6     | Robert Rock       |
| 8     | Seve Ballersteros | Rafael Cabrera Bello | 3&2     | Martin Kaymer     |

#### Vrijdag

##### Ronde 2
Na deze ronde is soms al duidelijk wie er afvallen. In dit geval betreft dat Nicolas Colsaerts, Robert Karlsson en John Senden. Ook is het duidelijk dat Rafael Cabrera Bello en Paul Lawrie door gaan naar de volgende ronde. 
| Match | Groep             | Speler               | Uitslag | Speler            |
| ----- | ----------------- | -------------------- | ------- | ----------------- |
| 9     | Gary Player       | Tom Lewis            | 1up     | John Senden       |
| 10    | Mark McCormack    | Thomas Bjørn         | 2&1     | Branden Grace     |
| 11    | Greg Norman       | Paul Lawrie          | AS      | Camilo Villegas   |
| 12    | Ian Woosnam       | Alvaro Quiros        | 5&4     | Tetsuji Hiratsuka |
| 13    | Gustaf Larson     | Robert Karlsson      | AS      | Jbe' Kruger       |
| 14    | Arnold Palmer     | Retief Goosen        | 1up     | Nicolas Colsaerts |
| 15    | Assar Gabrielsson | Robert Rock          | 2up     | Darren Clarke     |
| 16    | Seve Ballersteros | Rafael Cabrera Bello | 4&2     | Richard Finch     |

##### Ronde 3
Ian Poulter en Tom Lewis waren al verzekerd van hun plaats, dus hun uitslag was niet relevant. Lewis maakte enkele bogeys en Poulter won op hole 15.
 
Brandt Snedeker en Branden Grace stonden na negen holes weer gelijk, maar op 10, 11 en 12 maakte Snedeker drie bogeys, waarna Grace met drie parren won. 

Peter Hanson had ook deze ronde geen geluk, hij maakte een aantal bogeys en gaat met nul punten naar huis. Camilo Villegas versloeg hem met 6&4. 

Tetsuji Hiratsuka verloor weer van een Spaanse speler. Sergio Garcia had maar één slechte hole en won op hole 16.

Darren Clarke had het moeilijk. Justin Rose begon met drie birdies en stond na negen holes 3up en na twaalf holes 6up. Clarke kon hoogstens 1 punt halen als hij alle resterende holes zou winnen, en dat zou niet genoeg zijn om zich te kwalificeren voor de volgende ronde. Toch maakte hij nog een birdie voordat hij zich gewonnen gaf.

Charl Schwartzel en Retief Goosen stonden na negen holes nog gelijk, maar Schwartzel speelde de twee korte holes slecht en Goosen eindigde met twee birdies.

Damien McDowell won ook zijn tweede partij. Jbe' Kruger begon met twee bogeys en heeft zijn achterstand niet kunnen wegwerken.
 
De enige partij die deze ronde gelijk opging was de laatste partij, tussen Martin Kaymer en Richard Finch. Na elf holes stonden ze weer gelijk, na veertien ook weer en na zestien weer. Geen van beiden hadden in de eerdere ronde een punt verdiend. Uiteindelijk viel de beslissing op de laatste hole. Kaymer maakte een bogey en Finch is door naar de volgende ronde.
| Match | Groep             | Speler          | Uitslag | Speler            |
| ----- | ----------------- | --------------- | ------- | ----------------- |
| 17    | Gary Player       | Ian Poulter     | 4&3     | Tom Lewis         |
| 18    | Mark McCormack    | Branden Grace   | 4&3     | Brandt Snedeker   |
| 19    | Greg Norman       | Camilo Villegas | 6&4     | Peter Hanson      |
| 20    | Ian Woosnam       | Sergio Garcia   | 4&2     | Tetsuji Hiratsuka |
| 21    | Gustaf Larson     | Graeme McDowell | 4&3     | Jbe' Kruger       |
| 22    | Arnold Palmer     | Retief Goosen   | 4&3     | Charl Schwartzel  |
| 23    | Assar Gabrielsson | Justin Rose     | 6&4     | Darren Clarke     |
| 24    | Seve Ballersteros | Richard Finch   | 1up     | Martin Kaymer     |

Het prijzengeld is hoger dan in 2011. Alle spelers die niet bij de laatste zestien horen, verdienen in 2012 € 50.000, de winnaar krijgt zondag € 700.000.

### Matchplay

##### Laatste 16
Zeven van de acht Britten hebben zich gekwalificeerd, alle drie Spanjaarden zijn door, slechts een van de vier Zuid-Afrikaanse spelers is door en ook de enige speler uit de Benelux. 

Paul Lawrie is de oudste deelnemer. Hij had niet meer aan dit toernooi meegedaan sinds hij in 1999 het Brits Open won, en had een prettige start, want Björn begon met twee bogeys. Lawrie wordt scherp in de gaten gehouden door José María Olazabal, die als nieuwe captain op zoek is naar de beste samenstelling van het team dat de volgende Ryder Cup gaat spelen. Lawriw staat als nummer 5 op zijn lijstje.
 
Brandt Snedeker beschikt weer over zijn eigen golfclubs, maar won vooral omdat Villegas een aantal bogeys maakte.
 Alvaro Quiros is volgens de statistieken van vier van de vijf laatste seizoenen de spelers die het verst afslaat, en daarbij worden alleen de afslagen geteld die op de fairway belanden. Dat betekent dat de andere spelers eerst hun tweede slag slaan. In matchplay is dat een voordeel voor Alvaro. Hij versloeg Ian Poulter, de titelverdediger.

Nicolas Colsaert had de meest indrukwekkende scorekaart, er werden 5 birdies en een eagle genoteerd, en daarme won hij al op hole 15.
| Match | Winnaar              | Uitslag | Verliezer       |
| ----- | -------------------- | ------- | --------------- |
| 25    | Sergio Garcia        | 4&3     | Tom Lewis       |
| 26    | Graeme McDowell      | 3&2     | Richard Finch   |
| 27    | Paul Lawrie          | 5&4     | Thomas Bjørn    |
| 28    | Retief Goosen        | 3&2     | Robert Rock     |
| 29    | Brandt Snedeker      | 3&2     | Camilo Villegas |
| 30    | Nicolas Colsaerts    | 4&2     | Justin Rose     |
| 31    | Alvaro Quiros        | 4&3     | Ian Poulter     |
| 32    | Rafael Cabrera Bello | 1up     | Robert Karlsson |

##### Kwartfinale
Paul Lawrie was als eerste terug in het clubhuis. Vier holes won hij door ze in par te spelen en op alle par-5 holes maakte hij een birdie. Hij won op hole 13.
 Nicolas Colsaerts en Snedeker begonnen beiden met een bogey, maar Colsaerts liet daar drie birdies op volgen en gaf de leiding niet meer uit handen. Na drie birdies op zijn laatste holes won hij op hole 15.
Graeme McDowell stond na hole 17 1 up, dus de beslissing kon op de laatste hole, een par 5, vallen. Dat gebeurde niet want McDowell maakte een bogey. Een sudden death play-off volgde en werd op de 19de hole gewonnen door McDowell.

De twee Spanjaarden bewezen dat je met matchplay nooit te vroeg moet juichen. Alvaro Quiros stond na negen holes 3up maar na twaalf holes All Square en na vijftien holes zelfs 1 down. Hij verloor uiteindelijk op hole 17.
| Match | Winnaar              | Uitslag | Verliezer       |
| ----- | -------------------- | ------- | --------------- |
| 33    | Graeme McDowell      | hole 19 | Sergio Garcia   |
| 34    | Paul Lawrie          | 6&5     | Retief Goosen   |
| 35    | Nicolas Colsaerts    | 4&3     | Brandt Snedeker |
| 36    | Rafael Cabrera Bello | 3&1     | Alvaro Quiros   |

#### Zondag

##### Halve finale
Paul Lawrie stond na vier holes al 4up tegen Nicolas Colsaerts, maar Colsaerts slaagde erin op hole 14 gelijk te komen.
Graeme McDowell stond na vier holes 3up tegen Rafael Cabrera Bello, maar die slaagde er niet in zijn achterstand in te halen. McDowell stond 2up met nog vier holes te spelen. Op dat moment begon het onweer. De spelers werden om 12:20 uur van de baan gehaald.
Na een uur kon er weer gespeeld worden. De match tussen Lawrie en Colsaerts eindigde op hole 18 All Square, en op de 20ste hole hole won Colsaerts. Erg knap.

McDowell heeft vanaf de tweede hole voorgestaan maar won toch pas op de laatste hole.

##### Finale
Het toernooi eindigde in een goede finale waarbij Colsaerts steeds 1up of All Square stond. Hij won op de laatste hole en verlengde zijn speelrecht op de Tour tot eind 2014. Bovendien zorgde deze overwinning voor een plaats in de WGC - Bridgestone Invitational, WGC - HSBC Champions en Volvo Golf Champions van dit jaar.
 Tegelijkertijd zette hij een record op zijn naam: hij was de Belg met de meeste overwinningen op de Europese Tour (2). 
| Halve finale                      | Halve finale | Halve finale                     |  | Finale            | Finale  | Finale          |
| Winnaar                           | Uitslag      | Verliezer                        |  | Speler            | Uitslag | Speler          |
| --------------------------------- | ------------ | -------------------------------- |  | ----------------- | ------- | --------------- |
| Nicolas Colsaerts Graeme McDowell | hole 20 2up  | Paul Lawrie Rafael Cabrera Bello |  | Nicolas Colsaerts | 1up     | Graeme McDowell |